# Massief van Sainte-Baume
Het Massief van Sainte-Baume is een kalkstenen bergketen in de Franse departementen Var en Bouches-du-Rhône. Het hoogste punt is de Signal des Béguines (1147 m). Sainte-Baume is bekend door de grot van Sainte-Baume waar een bedevaartsoord is gewijd aan Maria Magdalena.

## Beschrijving
Het bergmassief strekt zich uit van west naar oost over een afstand van ongeveer 35 km. Op het westelijke uiteinde ligt de Pic de Bertagne (1041 m). Centraal liggen de grot van Sainte-Baume en een kapel op de Saint-Pilon (994 m). Meer oostelijk liggen de Joug de l'Aigle (1116 m) en het hoogste punt, de Signal des Béguines (1147 m). Naar het noorden toe loopt de bergketen steil af naar het plateau van Plan-d'Aups op ongeveer 600-700 m hoogte. Naar het zuiden toe is er een meer geleidelijke afdaling. In het noordwesten is het massief gescheiden van de bergen Mont de Lare en Roque Forcade (932 m).
De kalkstenen rotsen van Sainte-Baume zijn uit het urgonien. Dit karstgebergte is waterrijk en vanaf het massief vertrekken boven- en ondergrondse riviertjes, zoals de Huveaune. Op de kam is er een heideachtige vegetatie afgewisseld met alpiene bossen. Op de noordelijke flank ligt een bosgebied van 138 ha, het Forêt domaniale de la Sainte-Baume. Dit oude bos is een ecosysteem in climax en hier groeien bovenaan beuk, esdoorn, linde en taxus en onderaan eik en grove den. Op de zuidelijke flank groeit garrigue.
De wandelweg GR98 loopt van oost naar west over de kam van de bergketen en slaat voor de Pic de Bertagne af naar het zuiden. De Pic de Bertagne is militair domein en is niet toegankelijk voor het publiek.

## Galerij

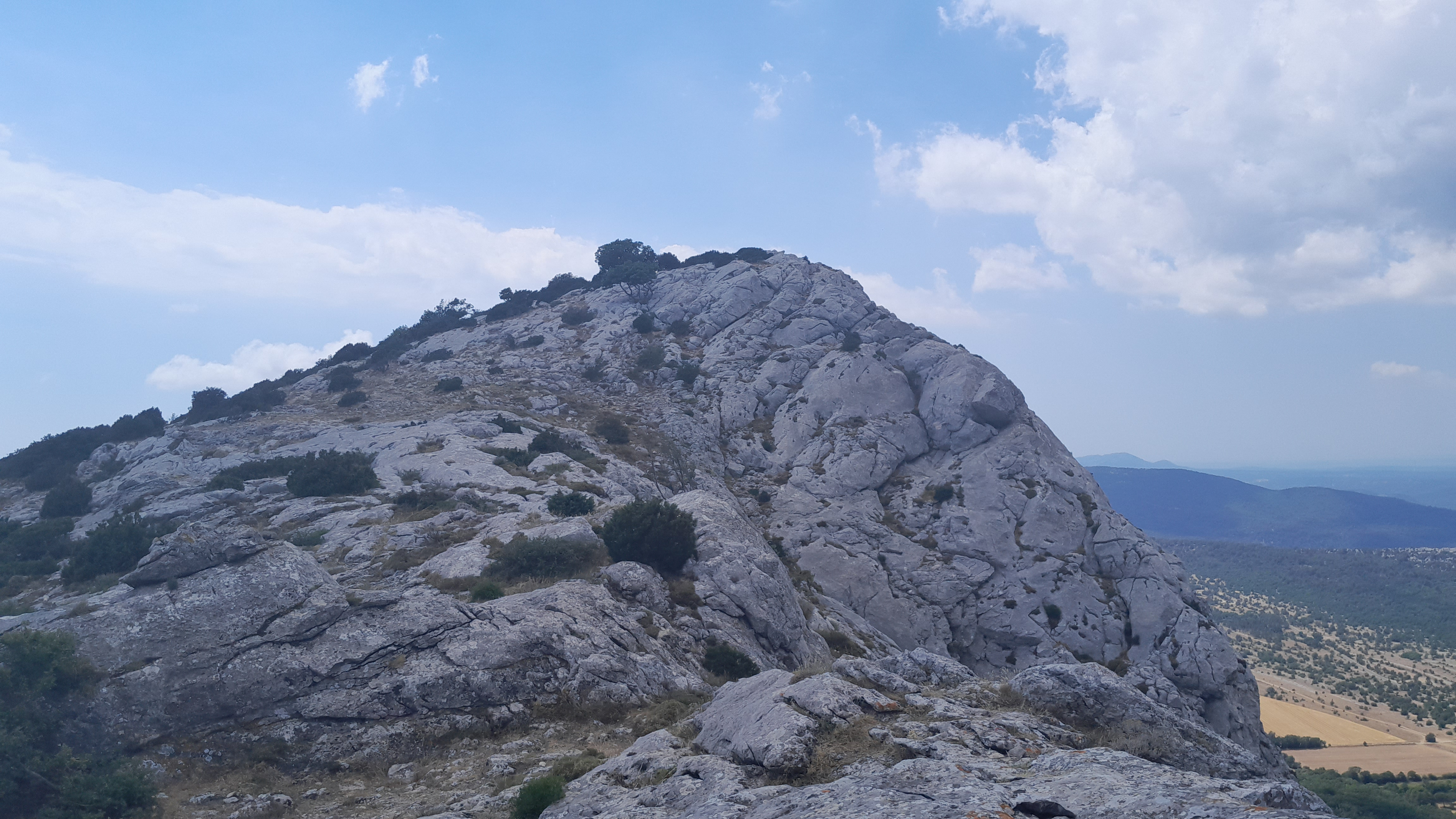
Saint-Pilon
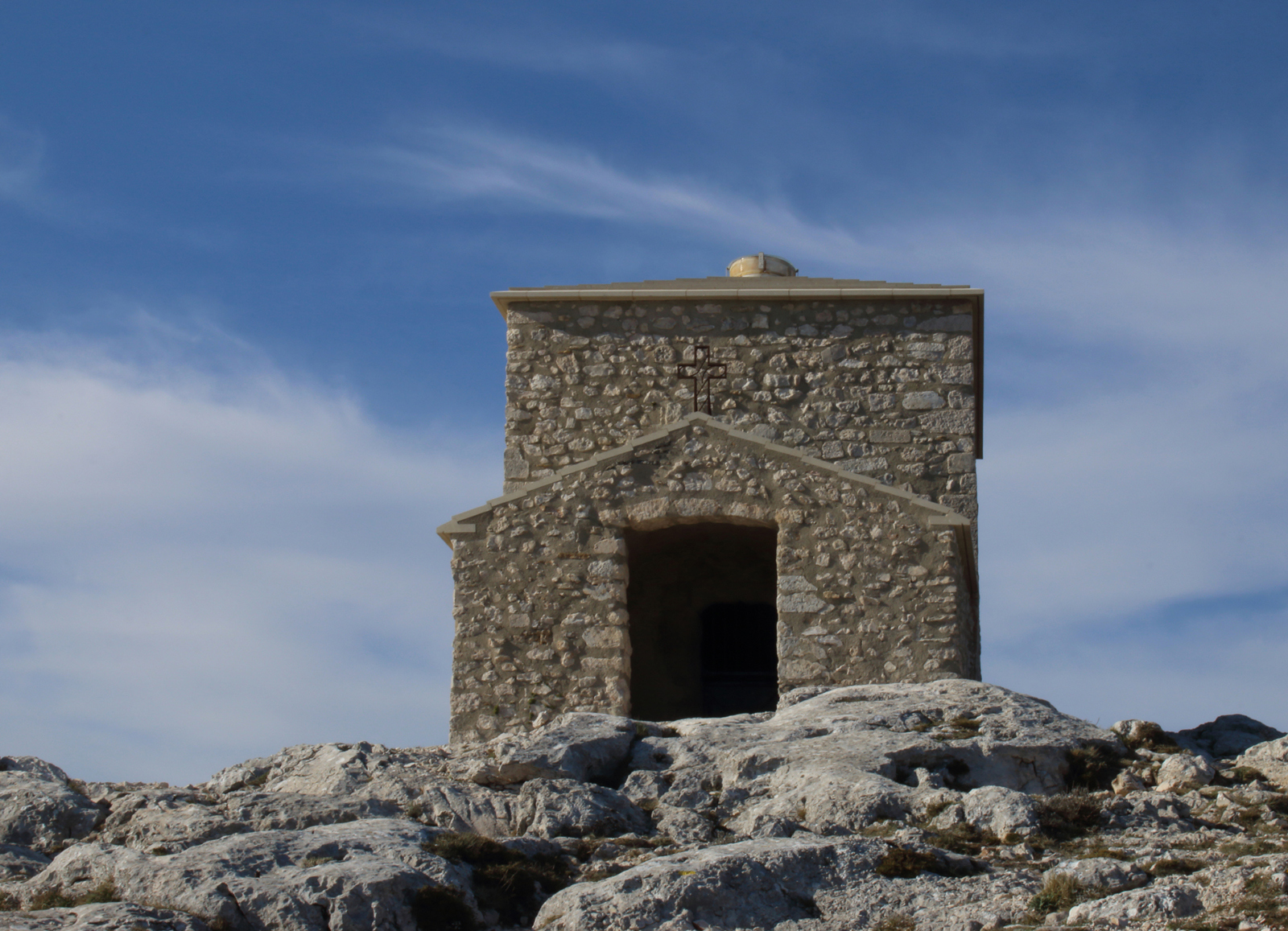
Kapel van Saint-Pilon
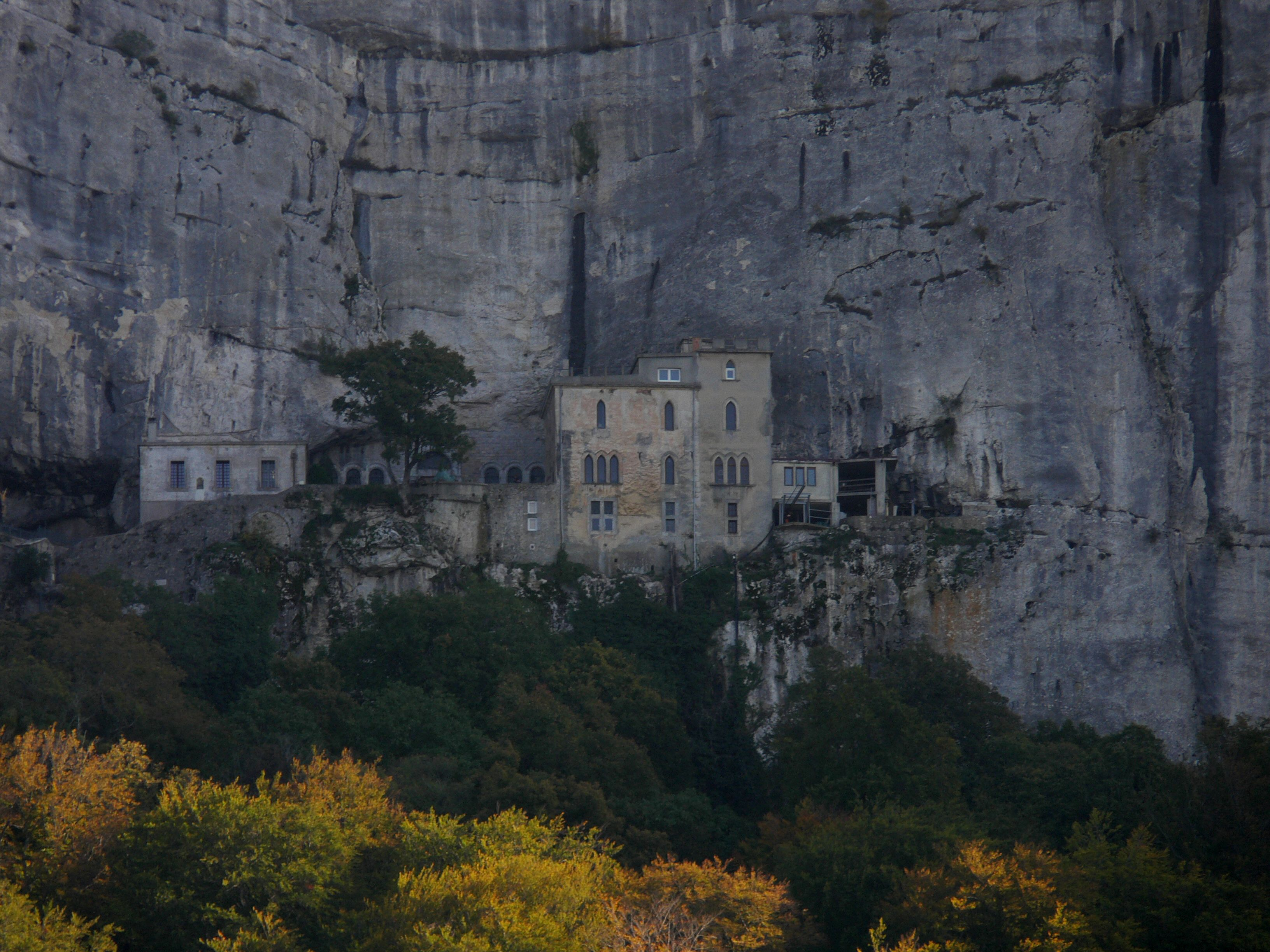
Heiligdom van Maria Magdalena in de bergflank
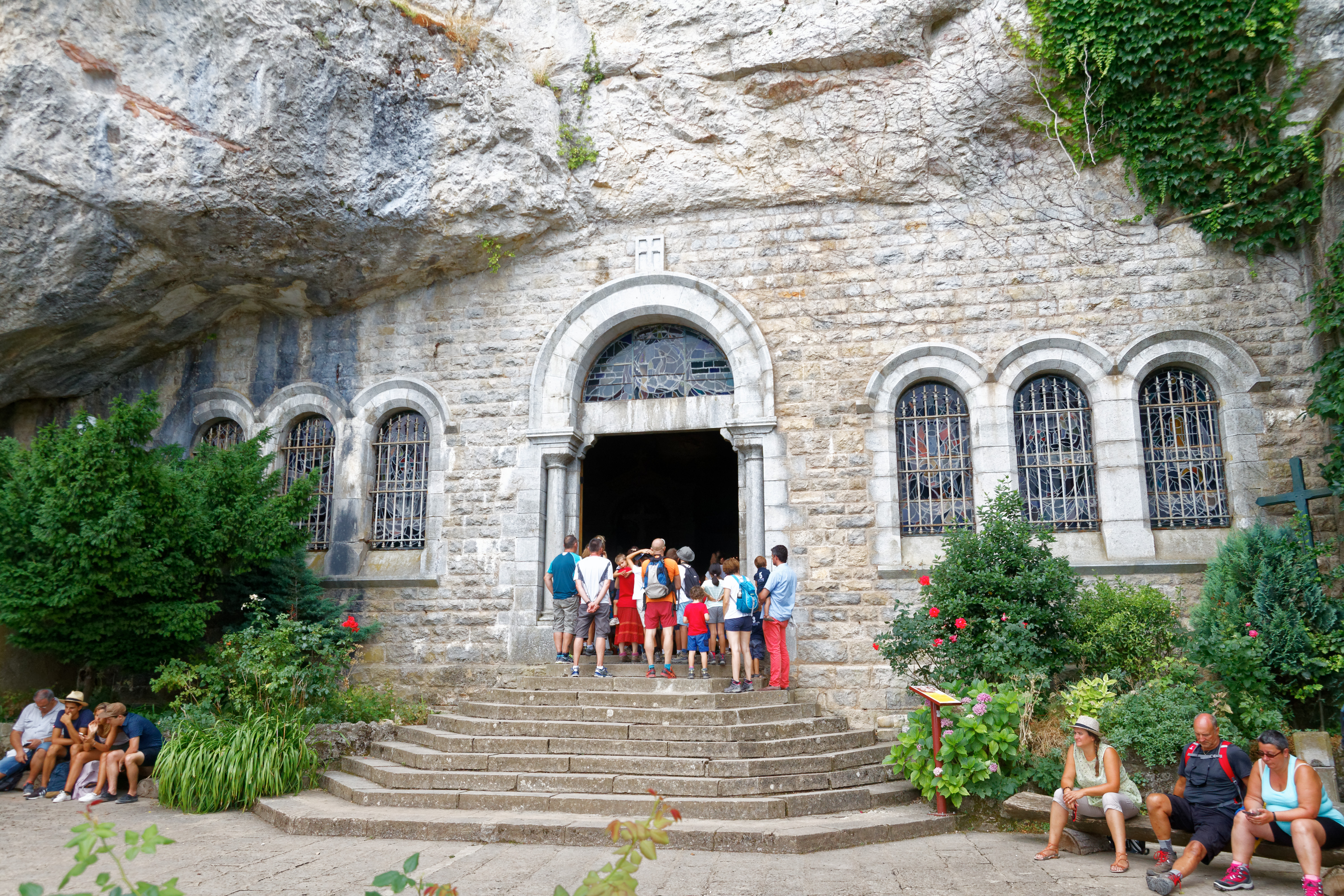
Heiligdom van Maria Magdalena
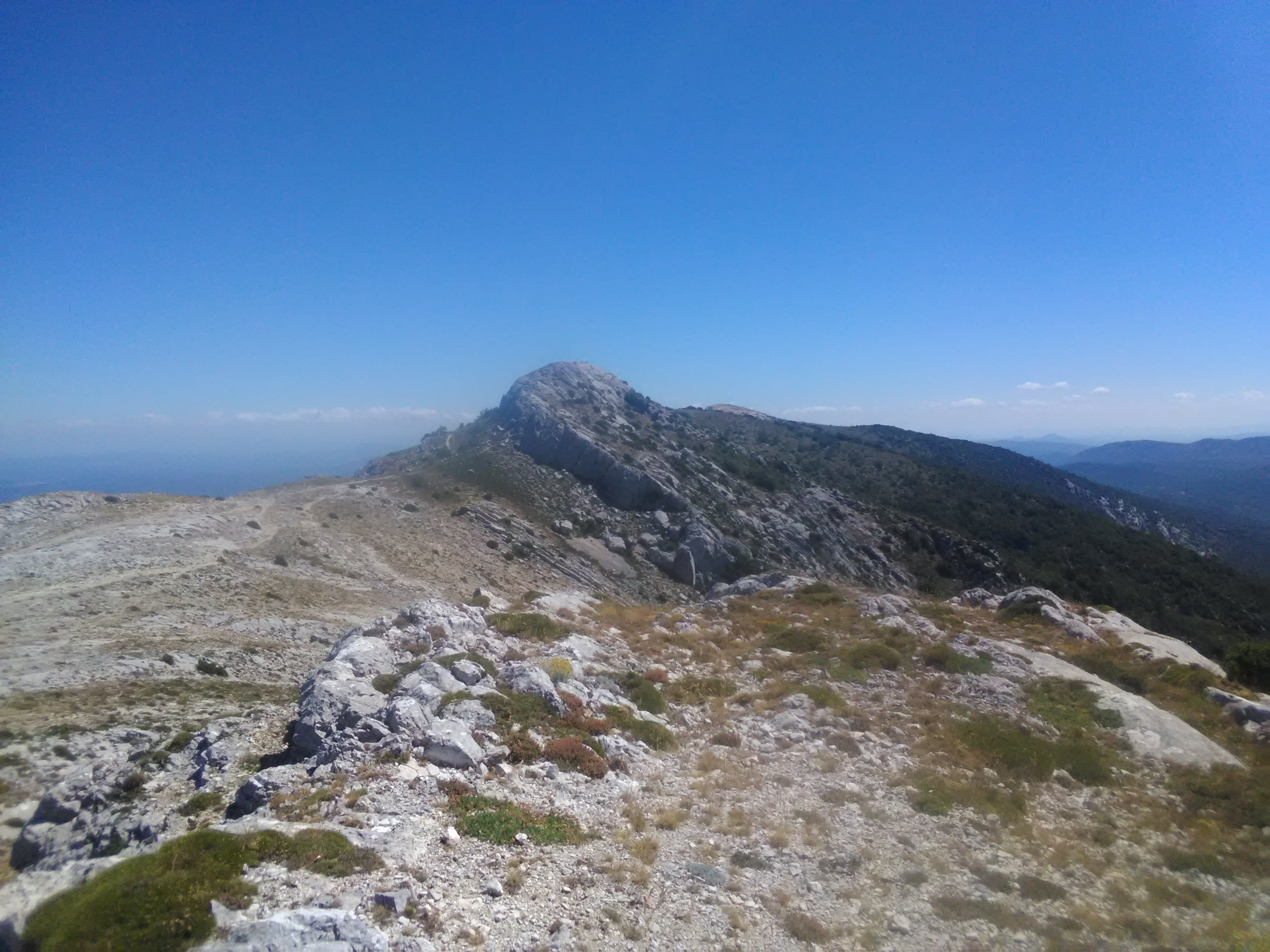
Joug de l'Aigle / Signal des Béguines
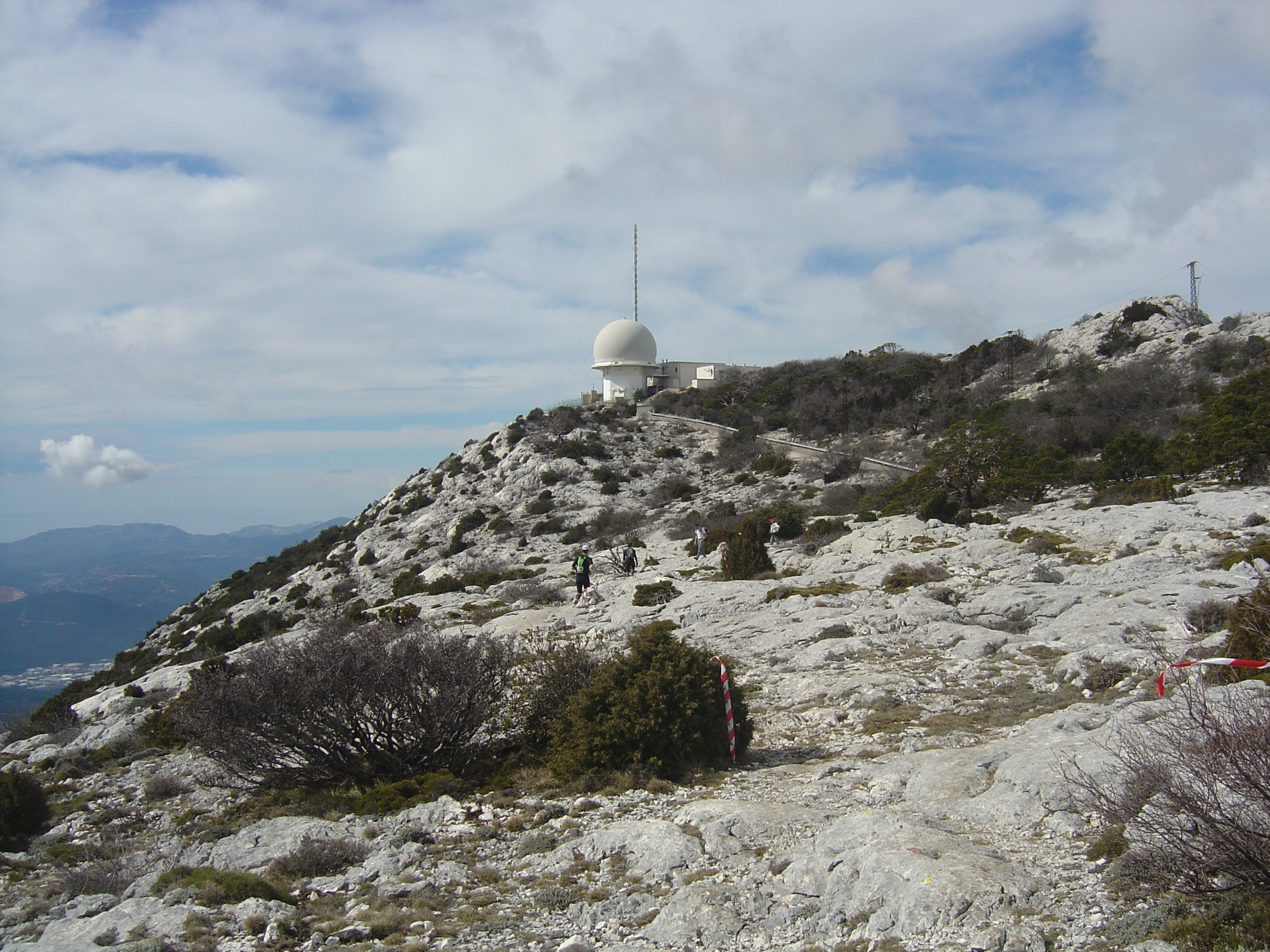
Pic de Bertagne